# Hibiscus sreenarayanianus
Hibiscus sreenarayanianus är en malvaväxtart som beskrevs av N. Anilkumar och N. Ravi. Hibiscus sreenarayanianus ingår i Hibiskussläktet som ingår i familjen malvaväxter. Inga underarter finns listade i Catalogue of Life.